# Фаустіна Старша

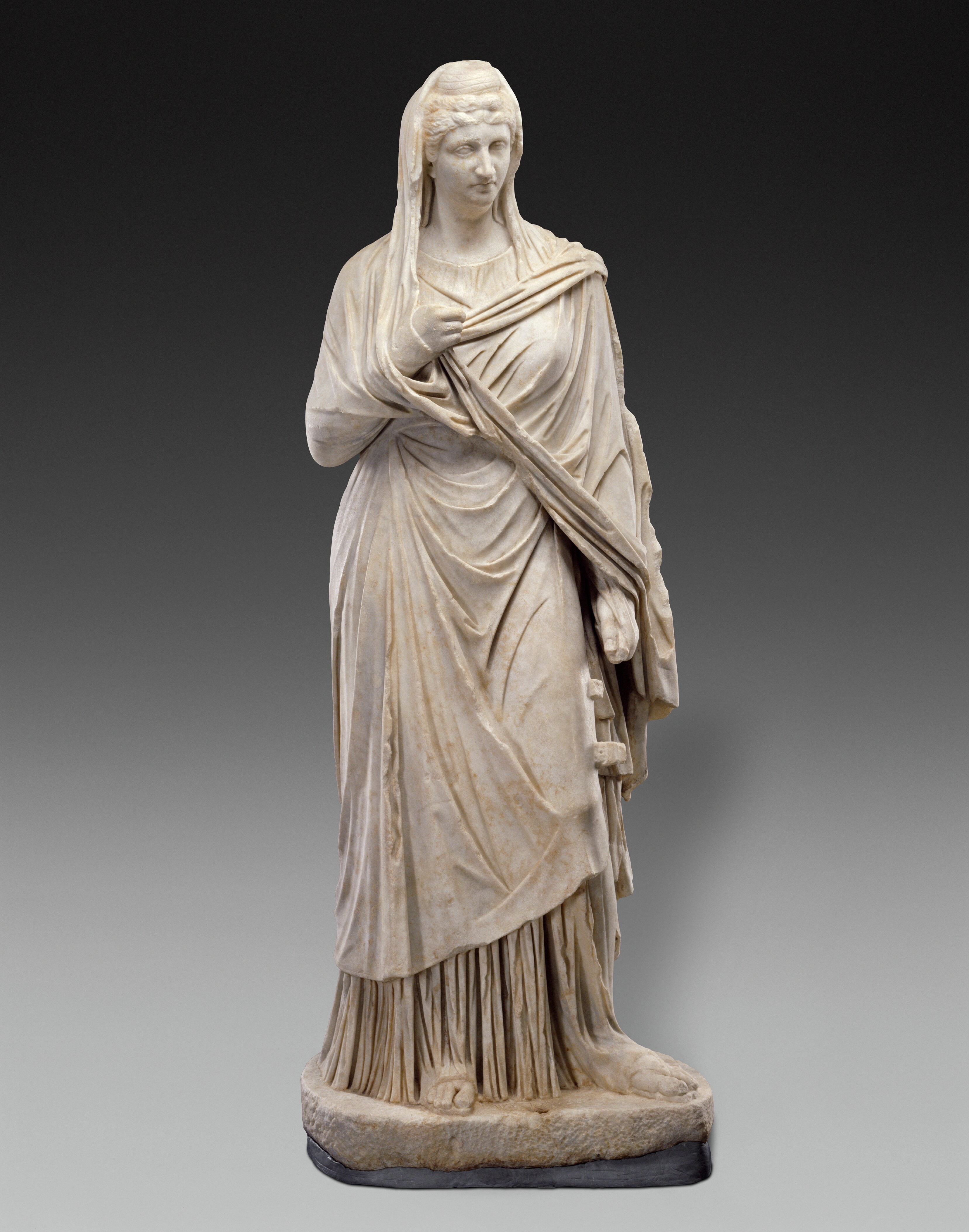
Фаустіна Старша

Божественна Аннія Галерія Фаустіна Старша (лат. Faustina Major, Annia Galeria Faustina, 21 вересня 100 або 16 лютого 105, Рим, Римська імперія — 140) — дружина римського імператора Антоніна Пія.

## Життєпис
Походила з роду Анніїв. Донька Луція Аннія Вера, консула 97, 121 та 126 років, та Рупілії Фаустіни.
Народилася 21 вересня 100 або 16 лютого 105 у Римі. Була небогою дружини імператора Адріана — Вібії Сабіни. Про її молоді роки збереглося мало відомостей. За наполягання імператора Адріана у 120 уклала шлюб із Тітом Аврелієм Антоніном. Після цього весь час була поряд з чоловіком, але не втручалася у державні справи. Відразу після смерті Адріана 10 липня 138 за наполягання Аноніна сенат надав Фаустіні титул Августи. 
Заснувала заклад для виховання римських дівчат, які втратили батьків, що отримала назву «фаустинові дівчата».
Домоглася розриву заручин своєї доньки Фаустіни з Луцієм Цейонієм Вером та укладання нових заручин з Марком Аннієм Вером. Втім уже наприкінці жовтня 140 Аннія Фаустіна раптово помирає.

## Пам'ять
Після смерті була спалена, а її попіл поховано у мавзолеї Адріана (сучасний Замок Святого Ангела). На її честь також побудовано храм на римському форумі (сучасна церква Святого Лоренцо - San Lorenzo in Miranda).
На згадку про дружину імператор Антонін Пій започаткував фонд для виховання дівчат—сиріт або з бідних родин, яких звали «доньками Фаустіни».

## Родина
Чоловік — Тіт Аврелій Фульвій Бойоній Аррій Антонін Пій, Римський імператор (10 липня 138 - 7 березня 161).
Діти:
- Марк Аврелій Фульв Антонін (д/н — 137).
- Марк Галерій Аврелій Антонін (д/н — 136/137).
- Аврелія Фаділла (д/н — 135), дружина Елія Ламії Сільвана.
- Аннія Галерія Фаустіна (130 — 176), дружина Марка Аврелія, імператора у 161—180.